# Julia Kempe

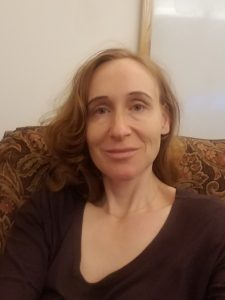
Julia Kempe

Julia Kempe (* 1973 in Ost-Berlin) ist eine deutsche Mathematikerin, Physikerin, Informatikerin und Hochschullehrerin. Sie forscht in den Bereichen Data Science, Machine Learning und Quantencomputer.

## Leben und Werk
Kempe wuchs in Ost-Berlin auf und zog 1990 mit ihren russischstämmigen Eltern nach Wien. Sie studierte von 1992 bis 1995 Mathematik und Physik an der Universität Wien, wo sie in beiden Fächern einen Bachelor-Abschluss erhielt. Im Wintersemester 1994/95 studierte sie im Rahmen eines Graduiertenprogrammes im Department of Physics an der University of Technology, Sydney in Australien. Von 1995 bis 1996 studierte sie Mathematik an der Universität Pierre und Marie Curie in Paris, wo sie 1996 den Master-Abschluss erhielt. Anschließend studierte sie Physik an der École normale supérieure (Paris), wo sie den Master-Abschluss in Theoretischer Physik erhielt. Danach promovierte sie 2001 in Computer Science bei Gerard Denis Cohen an der Télécom ParisTech mit der Dissertation: Quantum Computing: Random Walks and Entanglement, für die sie die Auszeichnung tres honorable avec f ` elicitations du jury ´ erhielt. Gleichzeitig war sie von 1997 bis 2001 Assistentin an der University of California in Berkeley, wo sie 2001 in Mathematik bei Elwyn Berlekamp und K. Birgitta Whaley promovierte mit der Dissertation: Universal Noiseless Quantum Computation: Theory and Applications. Diese Dissertation wurde mit dem Bernard Friedman Memorial Prize in Applied Mathematics und dem Morrey Award in Mathematik ausgezeichnet. Danach forschte sie bis 2004 als Postdoc an der University of California, von 2007 bis 2009 als Assistent Professor und bis 2014 als Associate Professor an der School of Computer Science an der Universität von Tel Aviv. Parallel forschte sie von 2001 bis 2010 am Computer Science Department der Universite de Paris-Sud, wo sie 2010 mit der These: „Quantum Computation“ habilitierte. Von 2010 bis 2018 war sie CNRS Senior Researcher an der Universität Paris VII. 2018 wurde sie Direktorin des Center for Data Science und Professorin für Computer Science am Courant Institute of Mathematical Sciences of New York University.
2018 wurde sie zum Mitglied der Academia Europaea gewählt.

## Preise und Auszeichnungen (Auswahl)
- 1986 – 1992: Verschiedene regionale erste Preise in Mathematikolympiaden, Physikolympiaden und Chemieolympiaden in Deutschland (1986 – 1989) und Österreich (1990 – 1992)
- 1990: 1. Platz Ostdeutsche Mathematik-Olympiade
- 1991: 1. Platz Bundeswettbewerb Mathematik
- 1994: Chancellor’s Award in Mathematik, Universität Wien
- 1995: Chancellor’s Award in Physik, Universität Wien
- 1996 – 1997: Fellow of the French Government, Frankreich
- 1996 – 1998: Fellow der Studienstiftung des Deutschen Volkes
- 2000: Charles B. Morrey, Jr. Prize, Department of Mathematics, UC Berkeley
- 2002: Bernard Friedman Memorial Prize, Department of Mathematics, UC Berkeley
- 2006: Medaille de Bronze du CNRS ´
- 2006: Irène Joliot-Curie Prize, Frankreich
- 2006: Alon Fellowship, Higher Council for Academic Studies in Israel
- 2009: Krill Prize for Excellence in Scientific Research, Wolf foundation
- 2010: Femme en Or de la Recherche, Frankreich
- 2010: Ordre national du Mérite, Frankreich

## Veröffentlichungen (Auswahl)
- D. P. DiVincenzo, D. Bacon, J. Kempe, G. Burkard, K. B. Whaley: Universal quantum computation with the exchange interaction. In: Nature. Band 408, Nr. 6810, 2000, S. 339–342.
- J. Kempe, D. Bacon, D. A. Lidar, K. B. Whaley: Theory of decoherence-free fault-tolerant universal quantum computation. In: Physical Review A. Band 63, Nr. 4, 2001.
- J. Kempe: Quantum random walks: An introductory overview. In: Contemporary Physics. Band 44, Nr. 4, 2003, S. 307–327.
- Neil Shenvi, Julia Kempe, K. Birgitta Whaley: Quantum random-walk search algorithm. In: Physical Review A. Band 67, Nr. 5, 2003.
- Dorit Aharonov, Wim van Dam, Julia Kempe, Zeph Landau, Seth Lloyd, Oded Regev: Adiabatic quantum computation is equivalent to standard quantum computation. In: SIAM Journal on Computing. Band 37, Nr. 1, 2007, S. 166–194.